# Shimazu Yoshihiro
Shimazu Yoshihiro (島津義弘 ?; 21 agosto 1535 – 30 agosto 1619) è stato un militare giapponese, citato anche come Shimazu Tadahira (島津忠平 ?) e conosciuto come Hyogo no kami, fu il secondogenito di Shimazu Takahisa e il 17simo capoclan degli Shimazu. Fu padre di Shimazu Hisayasu e Shimazu Tadatsune (che in seguito cambierà il nome in Iehisa, da non confondersi con il fratello di Yoshihiro).

## Biografia
Fin da giovane dimostrò molte qualità e servì in molte delle campagne militari di suo fratello Yoshihisa. Durante la battaglia di Kizaki, nel 1572, 300 uomini di Yoshihiro sconfissero I tremila soldati di Itō Yoshisuke, in quella che è chiamata la "Okehazama del Kyūshū". Combatté per assicurare la supremazia degli Shimazu sulla provincia di Hyūga nel 1577, e partecipò alle battaglie di Takabaru (1576), Mimigawa (1576), Minamata (1581), e Hetsugigawa (1587). Yoshihiro venne nominato daimyō a seguito della sottomissione degli Shimazu a Hideyoshi nel 1587. Guidò 10.000 uomini nella prima campagna coreana (1592-93) dalla sua nave Kotaka-maru, e durante la seconda campagna coreana combatté nelle battaglie di Namwon e Sacheon. All'inizio della prima campagna coreana, un certo numero di servitori, incluso suo fratello Toshihisa, protestarono alla chiamata alle armi e così Yoshihiro dovette punirli. Giocò un ruolo importante nel rapimento di vasai coreani che vennero portati a Satsuma come prigionieri di guerra. Ciò aumentò il commercio della provincia, grazie al nuovo stile dei vasi, detto Satsuma-yaki.
Durante la battaglia di Sekigahara del 1600, secondo il romanzo Rakusuishū (『落 穂 集 ) del periodo Edo, Yoshihiro avrebbe dovuto prendere le parti di Tokugawa Ieyasu, ma fu umiliato da Torii Mototada all'arrivo al castello di Fushimi e prese la parte di Ishida Mitsunari. Tuttavia recenti ricerche hanno indicato che Yoshihiro prese parte al fianco di Mitsunari sin dell'inizio della campagna, prima che Mōri Terumoto dichiarasse guerra a luglio, e Yoshihiro scolse un ruolo importante come membro dei generali al fianco di Mitsunari, e persuase Uesugi Kagekatsu ad allearsi al loro fianco.
Come riportato da un subordinato di Yoshihiro chiamato Kando Kutarō, Yoshihiro era amico intimo di Mitsunari, ma la loro relazione fu distorta dai romanzieri del periodo Edo; questi raccontavano come Mitsunari non avesse ascoltato nessuno dei piani di Yoshihiro, incluso il noto attacco notturno a sorpresa del giorno prima della vera battaglia. Il giorno della battaglia Yoshihiro e le sue truppe di 1500 samurai semplicemente presiedettero la loro zona e non combatterono. Dopo che il resto degli alleati di Mitsunari fu messo in rotta, Yoshihiro fu preso d'assalto da almeno 30.000 soldati di Ieyasu. Ampiamente soverchiato in numero, Yoshihiro cercò numerose volte di arrivare a Ieyasu stesso, ma dopo che Shimazu Toyohisa lo convinse a non morire inutilmente Yoshihiro decise di ritirarsi. Le sue truppe simularono un finto ritiro chiamato Sutegamari (捨 て 奸) quando un certo numero di uomini morirono mantenendo una posizione e respingendo gli attacchi, fino all'arrivo del corpo principale dove Ii Naomasa venne ferito. Toyohisa e la maggior parte dei soldati al suo comando si sacrificarono permettendo a Yoshihiro di ritirarsi. Dopo aver respinto l'inseguimento, assieme alla moglie riparò a Sumiyoshi della provincia di Settsu e tornò nella provincia di Satsuma.
Lo storico giapponese Shiramine Jun ha studiato il motivo per cui il clan Shimazu si è comportato in modo poco accorto: Yoshihiro sarebbe stato coinvolto nella lotta di potere tra Shimazu Yoshihisa e Ijuin Tadamune, che portò Yoshihiro a perdere l'appoggio di Yoshihisa il quale non gli diede supporto durante la campagna di Sekigahara.
Dopo aver riconosciuto il perché e il modo in cui Yoshihiro si comportò sul campo di battaglia, Ieyasu fece in modo che il clan Shimazu mantenesse il suo dominio e lasciò che il figlio di Yoshihiro, Shimazu Tadatsune, gli succedesse. Ricevendo il permesso dello Shogunato per lanciare una spedizione punitiva contro il regno delle Ryūkyū, Yoshihiro e Tadatsune agirono nel 1609. Si racconta che abbia combattuto in 52 battaglie durante la sua vita e che fu un abile comandante.
Yoshihiro si ritirò a Sakurajima e iniziò a insegnare alle giovani generazioni. Morì nel 1619 e molti dei suoi servitori che avevano combattuto al suo fianco lo seguirono suicidandosi.